# Menesia livia
Menesia livia là một loài bọ cánh cứng trong họ Cerambycidae.